# Flughafen Valladolid

i8
i11
i13
Der Flughafen Valladolid (spanisch Aeropuerto de Valladolid; IATA-Code: VLL, ICAO-Code: LEVD) ist der Verkehrsflughafen der spanischen Großstadt Valladolid. Er dient auch als Militärflugplatz der spanischen Luft und Weltraumstreitkräfte, die die Einrichtung als Base Aérea de Villanubla bezeichnet.

## Lage und Verkehrsanbindung
Der Flughafen liegt ca. 13 km (Fahrtstrecke) nordwestlich des Stadtzentrums von Valladolid und ca. 220 km nordwestlich der Hauptstadt Madrid. Er befindet sich in der Provinz Valladolid, welche wiederum Teil der autonomen Gemeinschaft Kastilien und León ist.
Der Flughafen liegt unmittelbar an der Carretera Nacional N-601, welche die Städte Valladolid und León verbindet. Daneben verläuft auch die zum Teil noch in Bau befindliche Autovía A-60 in der Nähe des Flughafens. Diese soll nach ihrer Fertigstellung ebenfalls Valladolid mit León verbinden, ein Abschnitt zwischen Valladolid und dem Flughafen ist jedoch bereits für den Verkehr freigegeben. Der Flughafen wird durch Busse in den öffentlichen Personennahverkehr eingebunden, er wird durch diese mit den Städten Valladolid, León und Madrid verbunden.

## Militärische Nutzung
Der militärische Bereich, der sich nordwestlich der Hauptstart- und Landebahn befindet, wird seit 1974 hauptsächlich durch das hier stationierte 37. Geschwader, Ala 37, genutzt, dem zwei fliegende Staffeln unterstell sind:
- 371 Esuadrón, Transportstaffel, ausgerüstet von 1991 bis 2025 mit der CASA C-212[7]
- 422 Escuadrón, mit Beech F-33C ausgerüstete Staffel; diese gehörte bis 2020 zur seinerzeit aufgelösten Grupo 42 und war hier bereits seit 2007 stationiert.[8]

Die Wartungsorganisation ist auch für die Betreuung der gepoolten Flotte CN235-100MSA verantwortlich, die den drei SAR-Staffeln (801., 802. and 803. Escuadrón) vom 37. Geschwader zur Verfügung gestellt werden.

### Zukunft
Die C-212 sollen bis zum Ende der 2020er Jahre außer Dienst gestellt werden und wurden im Vorfeld bereits 2025 aus Valladolid abgezogen. An Stelle von Transportflugzeugen soll das Geschwader ab 2029 der Stationierungsort der spanischen European MALE RPAS werden.

## Zivile Nutzung

### Passagierterminal
Das zivile Passagierterminal auf der südöstlichen Seite der Hauptstart- und Landebahn hat eine Kapazität von 500.000 Passagieren pro Jahr. Es ist mit fünf Flugsteigen ausgestattet.

### Fluggesellschaften und Ziele
Der Flughafen Valladolid wird von den Fluggesellschaften Binter Canarias und Enter Air angeflogen. Es werden Flüge nach Gran Canaria bzw. Faro angeboten. Daneben werden auch Charterflüge durchgeführt.

### Verkehrszahlen
| Jahr  | Fluggastaufkommen | Luftfracht (Tonnen) | Flugbewegungen |
| ----- | ----------------- | ------------------- | -------------- |
| 2024* | 192.038           | 0,225               | 6.599          |
| 2023  | 211.890           | 6,120               | 6.535          |
| 2022  | 172.006           | 6,317               | 7.278          |
| 2021  | 102.543           | 1,988               | 5.651          |
| 2020  | 71.848            | 5,551               | 2.844          |
| 2019  | 249.224           | 10,849              | 5.670          |
| 2018  | 253.111           | 149,687             | 5.033          |
| 2017  | 227.259           | 25,545              | 5.100          |
| 2016  | 231.868           | 29,862              | 4.421          |
| 2015  | 218.416           | 78,404              | 4.657          |
| 2014  | 223.583           | 21,744              | 4.389          |
| 2013  | 260.285           | 28,514              | 4.592          |
| 2012  | 378.418           | 18,756              | 6.520          |
| 2011  | 462.504           | 46,200              | 9.079          |
| 2010  | 392.689           | 31,890              | 8.974          |
| 2009  | 365.720           | 75,174              | 9.236          |
| 2008  | 479.689           | 34,650              | 13.002         |
| 2007  | 512.928           | 31,012              | 14.094         |
| 2006  | 457.793           | 120,804             | 11.586         |
| 2005  | 444.520           | 303,454             | 12.056         |
| 2004  | 442.218           | 678,217             | 11.386         |
| 2003  | 232.254           | 208,501             | 8.912          |
| 2002  | 204.732           | 240,921             | 8.169          |
| 2001  | 195.172           | 209,303             | 8.510          |
| 2000  | 207.384           | 178,005             | 8.690          |

* 2024: Vorläufige Daten